# Aléctor de Élide
En la mitología griega Aléctor (en griego Ἀλέκτωρ), citado por Diodoro, era un rey de Élide. Era hijo de Epeo y Anaxírroe, hija de Corono. Se dice que Aléctor, contemporáneo de Pélope, recelaba de su poder ostentado en Pisa, que era una ciudad también epea. Entonces resolvió aliarse con un hijo de Lápites, Forbante, y le dio una parte de la Élide, a cambio de su apoyo en la guerra. Para sellar el pacto de alianza, Aléctor se casó con Diogenía, la hija de Forbante, con la que tuvo a Amarinceo. Parece que este Aléctor también aparece con la forma Eléctor en el Catálogo de mujeres.